# 저스틴 바사
저스틴 바사(Justin Bartha, 1978년 7월 21일~)는 미국의 배우이다.

## 출연 작품
- 스위트 걸 - 사이먼 킬리 역
- 행오버 (영화 시리즈)